# Evgeniy Plotnir
Evgeniy Plotnir (né le 26 juin 1977) est un athlète russe, spécialiste du triple saut.
Sa meilleure performance est de 17,21 m à Moscou le 24 juillet 2006.

## Palmarès
| Année | Compétition                    | Lieu       | Résultat | Performance |
| ----- | ------------------------------ | ---------- | -------- | ----------- |
| 2003  | Universiade                    | Daegu      | 3e       | 16,82 m     |
| 2007  | Championnats d’Europe en salle | Birmingham | 8e       | 16,85 m     |
| 2008  | Coupe d’Europe en salle        | Moscou     | 1er      | 16,77 m     |
| 2009  | Championnats d’Europe en salle | Turin      | 6e       | 16,81 m     |